# Palazzo di Giustizia (Torino)
Il Palazzo di Giustizia "Bruno Caccia" (o PalaGiustizia) di Torino ha sede in Corso Vittorio Emanuele II, n. 130. Vi si esercita, sia in campo civile sia penale, la giurisdizione di primo e secondo grado; è competente per tutte le cause che non sono di competenza del giudice di pace.

## Storia
Con delibera del 13 marzo 1985 il Consiglio comunale di Torino decise di accorpare in un solo edificio le oltre venti sedi dell'ordinamento giudiziario all'epoca sparse per la città, approvandone il progetto esecutivo nel 1988. Il nuovo Palazzo di Giustizia fu costruito sull'area dell'ex foro boario di Corso Inghilterra e della caserma "Pugnani e Sani" (o "Cavalli") e permise il trasferimento dalla vecchia sede della Curia Maxima di via Corte d'Appello, n. 16.
Il primo cantiere fu aperto l'8 giugno 1990 e il progetto fu modificato in corso d'opera per ricavare un piano in più con un costo aggiuntivo di circa 45 miliardi di lire, denari ricavati grazie ad una legge ad hoc voluta dall'allora ministro della giustizia Piero Fassino, che in seguito divenne anche sindaco di Torino. Il complesso, costato circa 350 miliardi di lire, di cui 7 spesati dal Comune di Torino, contro un costo inizialmente previsto di circa 237 miliardi, a causa di numerosi errori di progettazione, entrò in funzione nel 2001 con quasi sette anni di ritardo sulla tabella di marcia dei lavori. 
L'edificio è dedicato a Bruno Caccia, procuratore della Repubblica e magistrato italiano, ucciso dalla 'ndrangheta sotto casa sua nel 1983 per il suo zelo nel perseguire la mafia calabrese in Piemonte.
La costruzione del complesso ha comportato anche gravi infortuni tra gli operai, compresa la morte di uno di essi, Carmelo Romano, nel marzo del 1992.

## Struttura
L'edificio venne progettato dagli architetti Ezio Ingaramo ed Enzo Zacchiroli, coadiuvati dagli ingegneri Nicola e Todros e con la consulenza dell'architetto fiorentino Pierluigi Spadolini, e richiama le componenti del tessuto urbano della città storica. È infatti foderato di mattoni piemontesi a vista per richiamare le finiture utilizzate nella parte storica della città torinese, e disseminato di grandi vetrate (per una superficie di 30000 m²) che permettono il massimo ingresso di luce naturale nell'edificio.
Alla sua realizzazione parteciparono le società Salini Impregilo, Recchi, Rizzani de Eccher e Orion (per il parcheggio sotterraneo da 985 posti). 
L'opera, composta da due edifici collegati tra loro con una struttura metallica per una superficie totale di circa 60000 m², è sviluppata su 7 piani fuori terra e 3 interrati; comprende 90 aule, tutte a piano terra o nel seminterrato (compreso il bunker di massima sicurezza), uffici per 1700 persone, un'aula magna da 800 posti (separabile completamente dal resto del fabbricato per poter ospitare cerimonie aperte al pubblico) e un piano destinato agli avvocati.
È progettato in modo che i detenuti, seguendo un percorso obbligato, accedano direttamente al banco degli imputati e i giudici possano raggiungere le aule senza incrociare avvocati, pubblico o imputati, in modo da garantire la massima serenità al processo.